# Viperești
Vipereşti é uma comuna romena localizada no distrito de Buzău, na região de Muntênia. A comuna possui uma área de 66.06 km² e sua população era de 3706 habitantes segundo o censo de 2007.